# Сантовенія
Сантовенія (ісп. Santovenia) — муніципалітет в Іспанії у складі автономної спільноти Кастилія-і-Леон, провінція Самора. Населення — 324 особи (2010).
Муніципалітет розташований на відстані близько 230 км на північний захід від Мадрида, 41 км на північ від Самори.

## Демографія
Динаміка населення (INE ):